# 県犬養吉男
県犬養 吉男（あがたいぬかい の よしお、生没年不詳）は、奈良時代の貴族。姓は宿禰。官位は従五位下・伊予介。

## 経歴
聖武朝の天平10年（738年）右大臣・橘諸兄の旧宅に集い、息子の奈良麻呂が宴を催した際に詠んだ和歌が『万葉集』に載せられている（この時の官職は内舎人）。
孝謙朝の天平勝宝2年（750年）正六位上・但馬掾の官位にあり、天平勝宝4年（752年）玄蕃助として、大仏開眼の日に引道を奉仕している。
淳仁朝の天平宝字2年（758年）従五位下に叙せられる。その後、肥前守・上野介を経て、天平宝字8年（764年）に発生した藤原仲麻呂の乱直後に伊予守に昇任した中臣丸張弓の後任として伊予介に任ぜられるなど、地方官を歴任している。

## 官歴
注記のないものは『続日本紀』による。
- 天平10年（738年） 10月：見内舎人[1]
- 天平勝宝2年（750年） 正月,3月,5月,6月：見正六位上・但馬掾[2][3]
- 天平勝宝4年（752年） 4月：見玄蕃助[4]
- 天平宝字2年（758年） 8月1日：従五位下
- 天平宝字3年（759年） 5月17日：肥前守
- 天平宝字5年（761年）頃：見上野介[5]
- 天平宝字8年（764年） 10月23日：伊予介